# Аеродром Медено Поље
Аеродром Медено Поље је импровизовани аеродром из времена Другог светског рата одакле је евакуисано око 2000 рањеника на лечење у савезничке болнице. После рата, на месту аеродрома, редовно се 27. јула, на дан устанка народа Босне и Херцеговине одржавао народни збор. Налазио се на истоименом пољу, 7 км западно од Босанског Петровца.
Врховни штаб је формирао Базу НОВ и ПОЈ у Барију у Италији, јер су били створени услови да се авионима и бродовима организује прихват и пребацивање савезничке помоћи. Априла 1944, Врховни штаб је издао кратко упутство, уз сагласност савезничких војних мисија, о организацији аеродромске службе, да би се на свим аеродромима и теренима за бацање помоћи, посао одвијао исто. Зденко Улепић, референт за ваздухопловство Врховног штаба НОВЈ, организовао је изградњу импровизованог аеродрома Медено Поље. 

### Организација аеродрома
Прво што је било урађено је обезбеђење. Око аеродрома су постављена три стална тешка митраљеза „тореда“ за обезбеђење са земље и из ваздуха. Писта је била минимално уређена, да не би изгледала као аеродром, како не би била откривена.
Најава авиона вршена је преко посебних радио-станица Врховног штаба, а у Медено Поље преношена телефоном из Дрвара. То је било неопходно због припреме летилишта, као и због припреме одређеног броја рањеника које је требало отпремити. Авиони који нису слетали већ само падобранима спуштали материјал такође су били унапред најављени. Поред штаба аеродрома и његовог пратећег вода, за прикупљање баченог материјала користили су се борци Петровачког одреда и једне инжењеријске бригаде.
Светлосна организација летилишта, прихват и отпрема авиона организовани су на следећи начин:
На планини Оштрељ, као највишој тачки у рејону аеродрома, у току ноћи горела је јака ватра, која је приближно означавала место аеродрома, јер је била уочљива, а истовремено је означавала и Оштрељ као препреку. Овакве ватре гореле су на још неколико мањих препрека у околини аеродрома, а паљене су у први сумрак сваког дана када је требало примити авионе. Обележавање самог летилишта вршено је у облику слова »Т« и то уздужна оса писте запаљеном нафтом у конзервама, као и правци вожње по земљи, док су крајеви писте и препреке непосредно испред ње били означени по једном јачом ватром од дрва.

### Прихват авиона
Поступак за пријем авиона био је овакав: чим падне мрак све људство је морало да буде на својим местима спремно да на дати знак пали ватре, односно нафту у конзервама. Затим се ослушкивао звук авионских мотора и чим би се чуо, палиле су се по једну »факелу«, чија је изразито јака бела светлост омогућавала авиону да се приближно оријентише у односу на аеродром. Затим се чека да авион долети ближе и да он први да уговорени светлосни знак. Ако авион није давао уговорени знак, на аеродрому нису даље реаговали све док се не удаљи из зоне. Међутим, ако је авион био савезнички, чим би уочио светлост упаљене »факеле« и долетео ближе аеродрому, давао је уговорени сигнал, на који је одговарано уговореним светлосним сигналом помоћу »алдис« лампе. Тиме би међусобно идентификовање било извршено, како се то практикује у ноћном летењу.
Авиони су обично долазили један за другим у размаку од три до пет минута и тада је светлосна оријентација на земљи горела непрекидно све док се не изврши слетање свих, односно док не отпочне и док се не заврши полетање. Међутим, чим је наступао већи размак између долазећих, односно полазећих авиона, сва светла на аеродрому су се гасила, а при доласку следећег авиона поступак се понављао као и са првим. Западни Савезници су користили искључиво авионе »ДЦ-3«. На почетку, у току једне ноћи долазило је по пет до шест авиона на слетање. Међутим, касније је долазило и по десет, а једне ноћи чак и дванаест авиона. Нормално се укрцавало по 25 рањеника.

### Дотур падобранима
Авиони који су слетали довозили су разни материјал, а они који су спуштали материјал падобранима дотурали су већином муницију и храну. 
Спуштање материјала падобранима вршили су и авиони Совјетског Савеза, који су бацали материјал редовно са великих висина, па је понекад падао толико далеко од аеродрома да се није могао ни пронаћи. Ово је било и логично, јер су због безбедности морали да лете високо, а над циљем, с обзиром на даљину пута, нису имали времена да снижавају висину и губе гориво потребно за повратак. Фронт Црвене армије био је тада још далеко. За најаву и навођење ових авиона у непосредној близини аеродрома била је смештена радио-станица са гониометром, која је раније допремљена једрилицом коју је довукао »ИЛ-2«. Том радио-станицом руковала је група совјетских официра на челу са потпуковником Ивановим, који су припадали мисији СССР-а при Врховном штабу. Били су смештени у специјално израђеним малим баракама у непосредној близини аеродрома, које су биле добро маскиране.
Чланови осталих мисија били су смештени у Босанском Петровцу, а на аеродром су долазили само ноћу кад су слетали авиони.

### Транспорт рањеника
Рад на самом аеродрому био је могућ искључиво ноћу, јер је у току дана био изложен непрекидном извиђању, митраљирању и бомбардовању од стране немачких авиона. То је причињавало посебне тешкоће, јер се прикупљање и дневни боравак рањеника морао вршити доста далеко од аеродрома у оближњим шумама и на обронцима околних планина. Било је много тешких рањеника, које је требало довозити волујским колима. Зато је у првим часовима сумрака на аеродрому, и поред свих мера опрезности, владала велика гужва. Стотине рањеника чекало је са нестрпљењем, јер су сви хтели да буду баш те ноћи пребачени, због неизвесности да ли ће им то омогућити ситуација наредних ноћи. Бројна волујска кола закрчавала су непосредну околину аеродрома, а сваки је сељак журио да се што прије врати, прије зоре свакако. Медицинско особље је класификовало рањенике по тежини рана — болести, тешећи оне који остају да ће, такође, исте ноћи бити пребачени. На жалост, рањеника је увек било више него расположивих места и сваки пут један број је морао да буде враћен. Страни пилоти су долазили до рањеника и изражавали своје жаљење, а истовремено и дивљење, за оне који су их песмом и игром бодрили да истрају. Нудили су цигарете, чоколаду, новац, скидали ципеле и поклањали, а у замену узимали опанке и остало. Таква атмосфера владала је скоро сваке ноћи на аеродрому »Медено поље« од половине априла до 25. маја. 
На дан 25. маја 1944. године, Вермахт је извршио десант на Дрвар, и аеродром је од тада престао са радом.

## Споменик у Меденом пољу
Споменик, непознатог аутора, подигнут је 1982. године. Представља спојена три лука која праве слово „У“ висине 8 метара. Споменик представља сећање не само на погинуле, него и на почетак партизанског ваздухопловства везаног за Аеродром Медено Поље. Уз споменик био је постављен је и војни транспортни авион Даглас Ц-47 (ДЦ-3), са спомен плочом. Авион је након посљедњег рата уништен експлозивом и однесен у старо гвожђе. Споменик је без одржавања.
Аеродром је био и инспирација Хајрудину Крвавцу за његов филм „Партизанска ескадрила” снимљен 1979. године.